# 維新のKAGURA
『維新のKAGURA』（いしんのカグラ）は、作画:橋本尭昌、原作:あかほりさとる、構成:氷川あん果、による日本の漫画作品。

## 登場人物
神馬糸之輔
主人公。
逆鉾招子
イギリス人と日本人のハーフ。
真剣鎮名

御弓祈

内藤隼人
鹿鳴館支配人。
斎木
執事。
小笹封
女給。
坂本

沖田

## 単行本
- 『維新のKAGURA』 講談社〈講談社・コミックス〉、全5巻
  1. 2010年2月17日発行、ISBN 978-4-06-375871-9
  2. 2010年5月17日発行、ISBN 978-4-06-375920-4
  3. 2010年9月17日発行、ISBN 978-4-06-375962-4
  4. 2011年4月15日発行、ISBN 978-4-06-376052-1
  5. 2011年11月17日発行、ISBN 978-4-06-376116-0